# Plop
Plop è un comune della Moldavia situato nel distretto di Dondușeni di 1.472 abitanti al censimento del 2004